# 포코 이론

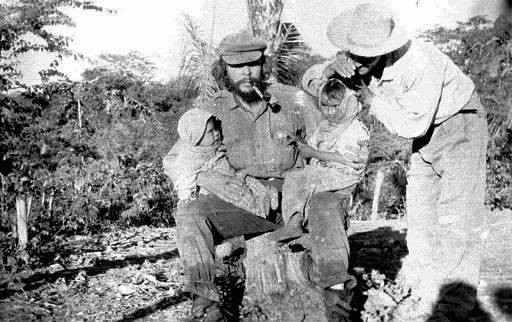
1967년 볼리비아의 체 게바라

포코 이론(스페인어: Foquismo)은 쿠바의 마르크스-레닌주의 혁명가 체 게바라가 고안한 유격전 전술이자 사회주의 혁명 이론이다. 정확히 말하자면 독일 사회주의 학생동맹을 이끈 루디 두치케가 체 게바라의 전략 전술은 재구성한 것이다. 또는 소수의 기동력 있는 혁명군이 기존 체제에 대한 대중의 불만을 모아낼 수 있는 초점(중심)이 될 수 있다는 것이기 때문에 초점주의라고 불리기도 한다.
포코(foco)는 스페인어로, ‘중심’ 혹은 ‘중핵’을 의미한다. 체게바라는 특정한(즉, ‘소수의 헌신적인,’ 혹은 ‘전문적이며 혁명적인’) 게릴라들을 이렇게 불렀다. 이들의 전략은 시골과 산간 지역에 해방구를 형성한 후, 이를 도시에까지 확장시키는 것이었다.
쿠바 혁명 과정에서 피델 카스트로의 공산주의 혁명군은 정부군을 압도한 적이 없었다. 정부군과 비교해보면 카스트로의 공산주의 혁명군은 바티스타 독재정권이 몰락해 쫓겨나는 그 순간까지도 불과 한 줌에 불과했다. 하지만 피델 카스트로의 공산주의 혁명군은 이러한 단점을 모두 극복하고 바티스타 정권을 전복하여 쿠바 혁명을 성공시켰다. 이처럼 쿠바 혁명의 성공 사례는 소수의 인원으로도 얼마든지 혁명이 가능하다는 것을 충분히 입증시켜주었다.
쿠바 혁명의 성공은 민족해방운동가들 및 공산주의 혁명가들에게 큰 충격이었고, 그만큼 매력적이었다. 이 전술을 따르면 투쟁 시작 시점에 많은 자금과 어느 정도의 인력을 필요로 하지 않았기 때문에 극소수의 인원이 큰 준비 없이 바로 투쟁에 돌입할 수 있다. 게다가 해방구가 완성되는 과정까지 자신들의 존재를 숨기기도 쉽다. 하지만 해방구가 완성되는 순간, 해방구 안의 정부군은 동물원 우리 속 호랑이에 불과하다. 하지만 해방구가 완성될 때까지 정부군이 눈치를 채기가 힘들다. 그렇다고 해방구 주민들이 자진해서 혁명에 참여한다고 해서 혁명가의 위치가 약해지는 것은 아니다. 오히려 이 과정에서 혁명가의 위치는 더욱 중요해진다. 만약 해방구 주민들이 자진하여 무장 봉기를 일으킬 경우, 정부군의 타격 목표가 되고, 그 결과는 해방구 붕괴이기 때문이다. 즉 해방구는 게릴라와 지역주민의 유기적 결합 형태이지, 지역주민의 게릴라 병사화는 아니다.
볼리비아, 콜롬비아, 베네수엘라에서 체게바라의 포코 이론이 현실화되지 못했지만, 포코 이론은 니카라과 혁명에서 그 가치를 인정받았다. 이 전략을 채택함으로써 쿠바 혁명의 성공을 따르려고 했던 시도들은, 라틴 아메리카 혹은 제3세계에만 한정되지 않는다. 미국에 있었던 <웨더 언더그라운드 Weather Underground>와 <흑인 해방군 Black Liberation Army>, <아일랜드 공화군 Irish Republican Army>, 서독의 <적군파 Rote Armee Fraktion>, 이탈리아의 <붉은 여단 Red Brigades>, 캐나다의 <퀘백 해방전선 Front de Liberatíon Quebequois>(FLQ), 스페인의 <바스크 토지와 해방 Basque Land and Liberty>(혹은 Euzkadi Ta Askatasuna, ETA), 또한 프랑스의 <프롤레타리아 좌파 Gauche Proletarian> 등은 모두, (마리겔라, 마오쩌둥, 지압 등은 물론) 체 게바라와 드브레를 신중하게 연구했으며, 쿠바의 혁명의 성공을 다른 나라에게도 옮겼다.
쿠바 혁명의 사례는 서구권의 68운동에도 큰 영감을 주었다. 투쟁을 강조하고, 새로운 사회와 ‘새로운 인간’이라는 전망을 던져주는 피델 카스트로의 연설은, 쿠바인들뿐만 아니라 미국의 젊은이들에게도 전달되었다. 조지 카치아피카스의 신좌파의 상상력이라는 책의 헌사에서 알 수 있다. “북아메리카인들에게 혁명의 완수 가능성을 전해준 쿠바인들과 베트남인들에게, 그리고 이 가능성을 이용하고 있는 북아메리카의 젊은이들에게 이 책을 바친다.”
이러한 흐름에 따라 미국은 라틴 아메리카의 정치에 적극적으로 개입하기 시작했다. 1966년 미국은 파나마에 남부 사령부를 건설했다. 1968년경에는, 파나마에서 미군에게 훈련을 받은 특수 군대가 52차례나 작전을 수행했는데, 1966～1967년에 이 군대는 과테말라, 베네수엘라, 니카라과, 코스타리카는 물론, 볼리비아에도 개입했다.

## 같이 보기
- 7월 26일 운동
- 쿠바 공산당
- 체 게바라
- 게바라주의
- 피델 카스트로
- 카스트로주의
- 콜롬비아 무장혁명군
- 투파마로스